# Eparchia di Vjaz'ma

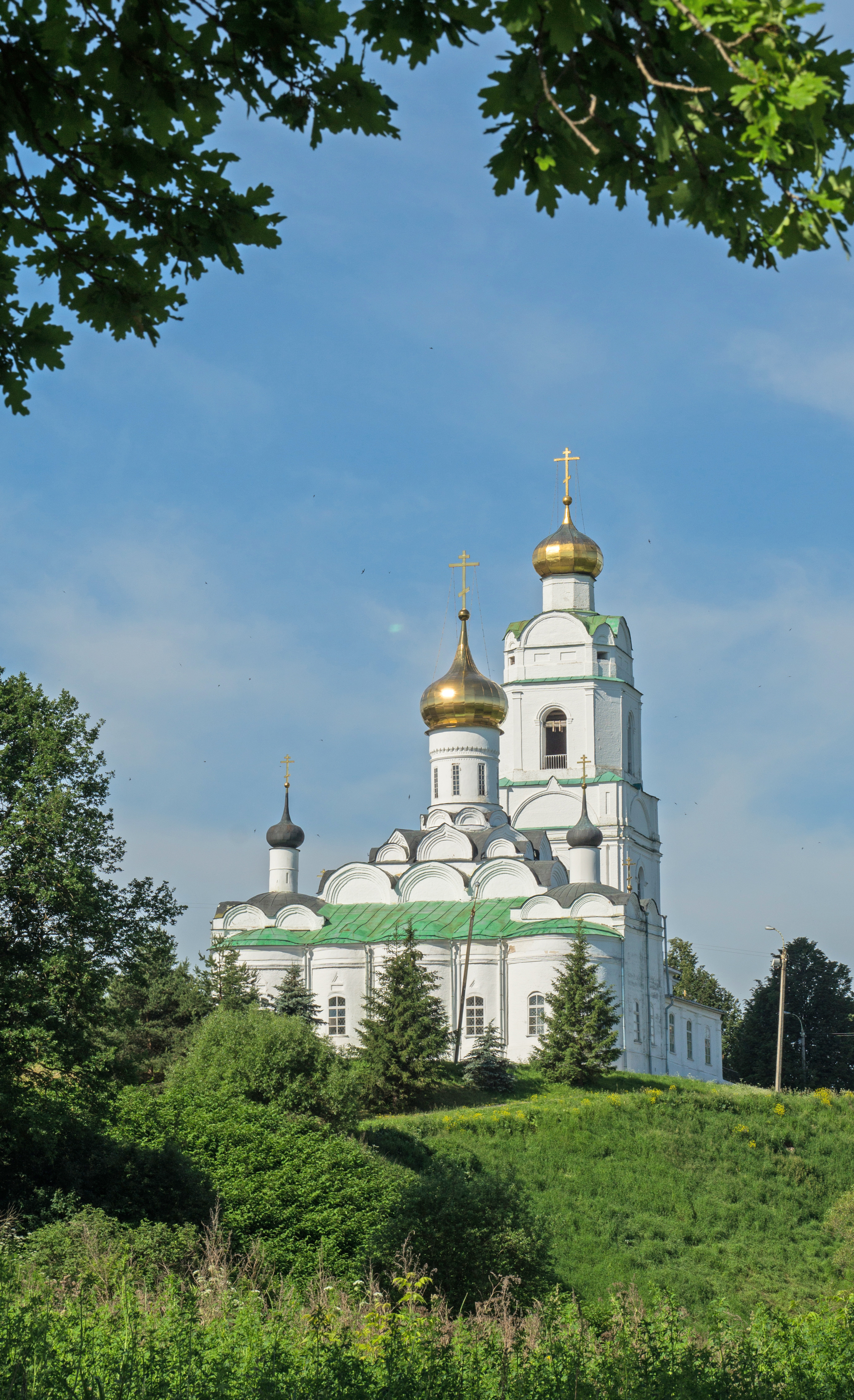
La cattedrale della Santissima Trinità di Vjaz'ma.

L'eparchia di Vjaz'ma (in russo Вяземская епархия?) è una diocesi della Chiesa ortodossa russa, appartenente alla metropolia di Smolensk.

## Territorio
L'eparchia comprende i rajon Vjazemskij, Gagarinskij, Novoduginskij, Safonovskij, Syčëvskij, Tëmkinskij, Ugranskij e Cholm-Žirkovskij nell'oblast' di Smolensk.
Sede eparchiale è la città di Vjaz'ma, dove si trova la cattedrale della Santissima Trinità.
L'eparca ha il titolo ufficiale di «eparca di Vjaz'ma e Gagarin».

## Storia
L'eparchia è stata eretta dal Santo Sinodo della Chiesa ortodossa russa il 5 maggio 2015, ricavandone il territorio dall'eparchia di Smolensk, e contestualmente è entrata a far parte della metropolia di Smolensk.